# Tullio Terranova
Tullio Terranova (, 1927) é um patologista italiano.

## Vida e trabalho
Terranova obteve um doutorado em 1950 em medicina e cirurgia na Universidade de Messina e foi depois assistente no Instituto de Patologia da Universidade de Palermo. Terranova foi depois professor e diretor do Instituto de Patologia Geral da Universidade Católica do Sagrado Coração em Roma.
Trabalhou parcialmente em parceria com Otto Heinrich Warburg, lidando com bioquímica de células cancerígenas.
Recebeu o Prêmio Paul Ehrlich e Ludwig Darmstaedter de 1963.

## Obras
- Argomenti di patologia generale, Minerva Medica 1960, Roma, Universo 1971.